# Te Afualiku
Te Afualiku é uma ilha do atol de Funafuti, do país de Tuvalu.